# 中原亮一
中原 亮一（なかはら りょういち、1959年11月29日 - ）は、日本の検察官。横浜地方検察庁検事正、広島高等検察庁検事長等を経て、福岡高等検察庁検事長を務めた。

## 人物・経歴
神奈川県川崎市幸区出身。慶應義塾大学法学部卒業後、1983年司法修習生。1985年東京地方検察庁検事任官。東京地方検察庁特別捜査部長、鹿児島地方検察庁検事正、東京地方検察庁次席検事、さいたま地方検察庁検事正、最高検察庁公判部長、最高検察庁公安部長等を経て、2018年から横浜地方検察庁検事正を務めたが、被疑者が逃亡し、注意処分を受けるとともに、「このような事案を発生させ、痛恨の極み」と記者会見で謝罪し、各地へ謝罪行脚を行った。2020年広島高等検察庁検事長。折しも自由民主党の河井克行衆議院議員と河井案里参議院議員の夫婦への捜査（河井夫妻選挙違反事件）がなされる中での着任になり、「基本に忠実な捜査・公判を遂行する」と記者会見で抱負を述べた。2021年福岡高等検察庁検事長。2022年退官、証券取引等監視委員会委員長。

## 東京地検特捜部長として
- 代々行われてきた東京地検特捜部長の記者会見が、以降行われなくなった[11]。